# Guéckédou (prefectura de Guinea)
Guéckédou es una prefectura de la región de Nzérékoré de Guinea, con una población censada en marzo de 2014 de 290 611 habitantes. Está formada por las siguientes subprefecturas, que igualmente se muestran con población censada en marzo de 2014:
- Bolodou 13,643
- Fangamadou 24,516
- Guéckédou 66,761
- Guéndembou 31,405
- Kassadou 19,881
- Koundou 28,337
- Nongoa 14,959
- Ouéndé-Kénéma 30,705
- Tékoulo 30,724
- Termessadou-Dibo 29,680[1]